# Aulosaphes deserticola
Aulosaphes deserticola är en stekelart som beskrevs av Papp 1991. Aulosaphes deserticola ingår i släktet Aulosaphes och familjen bracksteklar. Inga underarter finns listade.